# Bajkal'sk
Bajkal'sk (anche traslitterata come Bajkalsk o Baykalsk) è una cittadina della Siberia sudorientale (Oblast' di Irkutsk), situata sulle coste meridionali del lago Bajkal, 162 km a sud del capoluogo Irkutsk; è compresa amministrativamente nel distretto di Sljudjanka.
Bajkal'sk nasce ufficialmente nel 1961, durante la costruzione di un importante stabilimento per la produzione di cellulosa e carta; riceve lo status di città nel 1966.

## Società

### Evoluzione demografica
Fonte: mojgorod.ru
- 1959: 1.200
- 1970: 13.300
- 1989: 16.400
- 2002: 15.727
- 2007: 15.200